# Munții Parâng

Reprezentare 3D - Munții Parâng

Munții Parâng fac parte din Carpații Meridionali, grupa muntoasă Parâng-Șureanu-Lotrului, fiind cea mai mare ca suprafață dintre masivele muntoase ale României. De la est la vest măsoară aproximativ 50 de km iar de la nord la sud circa 25 km. 

## Așezare
Munții Parâng sunt delimitați la vest de Valea Jiului, iar la est de râul Olteț și râul Lotru. La nord sunt delimitați de Munții Șureanu, prin valea râului Jiul de Est Spre sud, delimitarea este făcută de șirul depresiunilor Novaci, și Baia de Fier. 
Sunt străbătuți de cea mai înaltă șosea din România, Transalpina, care ajunge până la altitudinea de 2.146 m.

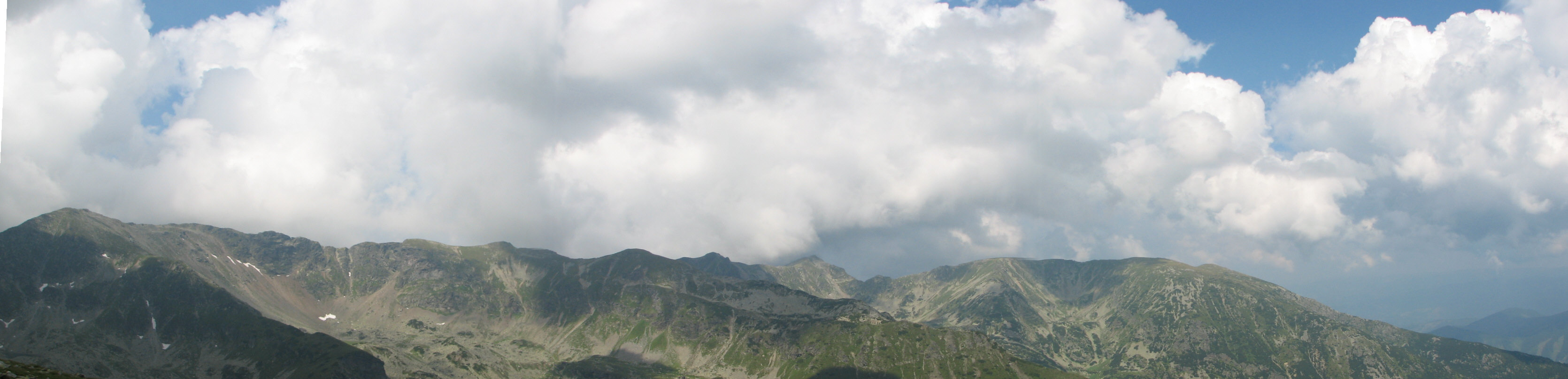
Munții Parâng văzuți de pe Vârful Ieșu (în extrema stângă, Vârful Parângul Mare.)

## Resurse atractive mediului natural
Pe cuprinsul întinderii munților Parâng se găsesc un vârf muntos de peste 2.500 de metri, și anume vârful Parângul Mare, cu 2.519 m și patru vârfuri de peste 2.400 de metri: Gemănarea, cu 2.426 m, Stoinița, cu 2.421 m, Slivei cu 2420 m și Cârja cu 2.405 m și aproximativ 15 vârfuri de peste 2.300 m.   Masivul Parâng este cel mai tipic nod orografic al Carpaților Românești – dominat de vârful Parângul Mare (2519 m) din care se desprind, divergent lanțurile montane: spre est Munții Căpățânii, spre NE Munții Lotrului (Ștefleștilor), Latoriței și Cindrel, iar spre NV Munții Șureanu.  
Munții Parâng situați în partea sud-vestică, rămân partea cea mai înaltă a grupei. Din culmea principală se desprind o serie de ramificații sudice prelungi și bine împădurite. Astfel, din Vf. Parângu Mare se desprind Vf. Mândra (2360 m) și Moldivișul (1758 m) care se desface apoi în trei culmi cuprinse între Jiu și Gilort. Din apropierea Vf. Mîndra se desface spre SV culmea cuprinsă între Vf. Țapu (2110 m) și Vf. Recii (1468 m). 
Din punct de vedere geomorfologic, culmea principală a Munților Parâng poate fi împărțită în două sectoare: sectorul vestic mai înalt, marcat predominant de relief glaciar și sectorul estic cu altitudini reduse.  
Sectorul vestic, care delimitează depresiunea Petroșani, include vârfuri de peste 2300 m, în care au fost sculptate mai multe complexe glaciare axate pe sistemul de văi ce alcătuiesc obârșiile Jiețului (Pârleele, Silvei, Roșiile, Ghereșu). Alte complexe glaciare sunt: Mija, Cârja, Parângu Mare, Ieșu, Coasta lui Rus, Setea Mare.  
Circurile glaciare au versanți îmbrăcați de mase de grohotiș, creste secundare zimțate și abrupte, numeroase lacuri glaciare,  praguri glaciare pe care se dezvoltă cascade. Circurile glaciare au o distribuție alternativă de-a lungul crestei principale fiind mult mai dezvoltate în partea nordică unde sunt etajele Roșiile, Cârja, Gâlcescu. Văile glaciare au o mare extindere pe versantul nordic, una dintre cele mai lungi fiind Jieț (circa 8 km). Cele mai spectaculoase circuri glaciare s-au format între vărfurile Cârja și Mija (Șaua Custurii), între Vârful Gemănarea și Silveiu sau la sud de vârful Setea Mare. Microrelieful de eroziune glaciară cuprinde: berbeci glaciari (roci mutonate), formațiuni din căldările glaciare Zănoaga, Găuri și Gâlcescu, Roșiile, Sliveiu; suprafețe structurale șlefuite de ghețari (căldarea Gâlcescu), striații glaciare în căldarea Ieșu. Prezența calcarelor pe rama sudică a determinat apariția unor forme carstice: peșteri, chei, doline și polii. Cele mai spectaculoase sunt Peșterile Muierii și Polovraci, Cheile Oltețului și Galbenului. 
- Cheile Oltețului sunt săpate de râul cu același nume, între Masivul Parâng și Munții Căpățânii și sunt deosebit de spectaculoase în special datorită apropierii foarte mari între cele două masive. Astfel, în unele porțiuni distanța dintre pereți este 3-4 m în partea inferioară și de 10-20 m în partea superioară.

- Cheile Galbenului, au fost săpate în masivul calcaros Polovraci Cisnădie. Au o lungime de 2 km și deși nu sunt foarte înguste pereții abrupți le fac spectaculoase. Pârâul Galben a săpat și Peștera Muierii cu o lungime de aproximativ 3600 m și dispusă pe patru nivele. În apropiere se găsesc câteva peșteri mai mici: Peștera corbului, Pârcălabului și Iedului, ceea ce indică un nivel ridicat de carstificare a zonei.

- Cheile Polatiștei au o lungime de peste 5,5 km, fiind sculptate în calcare și sunt foarte înguste.

- Cheile Cutresei, cu o  lungime de aproximativ 800 m,  sunt tăiate în calcare și apar în cursul inferior al văii Cutreasa, nefiind de fapt decât o continuare a cheilor Polatiștei.

- Cheile Jiețului au o lungime de 7,5 km, fiind cele mai interesante din zona nordică a Munților Parâng. Cu o orientare est-vest, cheile sunt spectaculoase datorită verticalității versanților calcaroși care le străjuiesc și a prezenței cascadelor în partea centrală a lor (Muncelu, Spânzurata).
- Rețeaua hidrografică foarte bogată este orientată spre nord și sud față de culmea principală, aparținând bazinelor hidrografice ale Jiului, Oltului și Mureșului. Se remarcă Jiul de Est și Lotru care au trasee longitudinale urmând vechi deformări tectonice. De asemenea Oltul și Jiul au reușit să străpungă lanțul Meridionalilor pe trasee preexistente (lăsări axiale). În masiv pe latura nordică, rețeaua este orientată pe trasee rectangulare, iar în nord-est se remarcă prezența rețelei semicirculare.  Alimentate mai ales din zăpezi dar și de ploi, râurile au o scurgere ridicată: 35-40 % primăvara când se topesc zăpezile, 25-35 % vara când ploile sunt cele mai abundente și 15 -20 % toamna și iarna.   Râurile de pe rama sud-vestică sunt colectate de Jiu format prin unirea Jiului de Vest cu Jiul de Est la Iscroni.
- Din grupa Parâng izvorăște Jiul de Est ce se formează la 820 m altitudine, prin unirea apelor Voievodului cu ale Sterminosului. Se consideră că are obârșia la 1430 m altitudine, la sud de culmea Șureanului (2061 m altitudine). Acesta colectează afluenți importanți atât de pe stânga dinspre Parâng, cât și de pe dreapta dinspre Șureanu: Taia, Jiețul, Aușelul, Loloaia, Sterminosul, etc. Gilortul, cel mai important  afluent al Jiului, adună apele de pe versantul sudic al Munților Parâng. Izvorăște de sub Parângul Mare la 2340 m altitudine și are numeroși afluenți: Pleșcoaia, Romanul, Blahnița, Cărpinișul, Alunișul și Galbenul. Acesta din urmă și-a sapat în calcare jurasice un frumos sector de chei.  Lacurile naturale sunt un element hidrografic de interes turistic, fiind predominante cele glaciare, urmate de lacurile nivale și cele de origine carstică. Cele mai numeroase lacuri glaciare din Munții Parâng se află în complexul glaciar Roșiile, situate pe etajele treptelor glaciare: Lacul Lung (Tăuțul Roșiilor), Zănoaga Stânei (Tăul Stânei), Lacul Oglinda Mândrii (Lacul Mândra). Lacul Găuri este cel mai însemnat din mica familie a ochiurilor de apă din căldarea Găuri., Lacul Mija, Lacul Cârja (Tăul Custurii), Lacul Înghețat sau Tăul Adânc și Lacul Ghereșu. Pe marginea sud-estică, în etajul inferior al căldării Sliveiului sunt dispuse trei lacuri: Tăul Verde (Lacul Verde), Lacul Slivei (Lacul Verde III) și Lacul Mic Verde (Lacul Verde II).   Pe de altă parte însă, în Munții Parâng există și lacuri de origine carstică de dimensiuni mici, fiind cantonate în doline. Două lacuri carstice se găsesc pe marginea platoului de la sud de pârâul Coasta lui Rus, deasupra limitei superioare de molid. Apele subterane - sunt răspândite inegal, în funcție de structura geologică, litologie, climă. Chiar dacă în Grupa Montană Parâng, ca și în celelalte zone muntoase, precipitațiile sunt bogate, depozitele litologice, capabile să acumuleze apa, sunt restrânse și discontinue (în general datorită prezenței granițelor). În sudul masivului, acolo unde se găsesc roci calcaroase, sunt condiții de acumulare a apelor subterane

## Istoric în mișcarea turistică
Istoric stațiunea montană Petroșani-Parâng
La 4 ianuarie 1924, comuna Petroșani devine oraș, iar la 1 martie 1968 devine municipiu. în prezent, pe teritoriul administrativ al municipiului se află Exploatarea Minieră Livezeni, sediul Complexului Energetic Hunedoara, dar și un muzeu, singurul din țară cu profil de tehnică minieră, Muzeul Mineritului, iar din anul 1996, Petroșaniul găzduiește una dintre cele mai prestigioase instituții de cercetare din România, Institutul Național de Cecetare-Dezvoltare pentru Securitate Minieră și Protecție Antiexplozivă.
Aparița turismului montan din arealul munților Parâng este în stransă legătură cu nașterea Asociația Carpatină Transilvană (SKV), în anul 1893 la Sibiu, cea care a fost premergătoarea amenajărilor montane din toți Carpații Meridionali, de la deschiderea de trasee turistice, la amenajare de refugii si cabane montane, înființarea serviciului de salvatori montani sau ghizi montani. Aceasta a avut mai multe filiale, incluzând și arealul studiat, filiala Petroșani. 
Istoria stațiunii Parâng începe de peste 100 de ani. Incă din 1900 se construiește de către Asociația Carpatină Transilvană (SKV), prima cabană, care a fost denumită ulterior “Cabana arsă” , deoarece a ars de trei ori. Cabana se înscria în realitatea refugiilor montane din Carpații Românești și era destinată drumețiilor ce ajungeau cu rucsacul în spate. A fost construită în anul 1940 iar pană în anul 1965 avea 95 de locuri, restaurant și bufet. Treptat practicarea schiului amator începe să câștige teren în zona Parângului. În acea perioadă în care era doar o cabană se schia pe pârtia Troița și pe Culoarul Porcului pe traseul pe care s-a construit ulterior un funicular. În 1959 ceea ce denumim astăzi Stațiunea Petroșani-Parâng intră intr-o nouă fază, cea a schiului de masă, a schiului amator și a celui semi-profesionist.
Principalele repere istorice ale arealului Petroșani-Parâng și a evoluției acestuia:
1959 s-au deschis două barăci de la Uricani ca baze sportive pentru studenții Academiei de Educație Fizică, IEFS București
1960 a început construcția funicularului care avea ca scop aprovizionarea celor două baze sportive ale ICF
1960-1970 s-a realizat construcția noii cabane ICF, s-a dat în funcționare partea de cazare și s-a finalizat în anul 1974
1966-1967 s-a realizat primul teleschi pe pârtia B al IEFS și ulterior doua schi-lifturi pe pârtia SLIMA și Parângul Mic
1976 începe construcția bazei didactice a Școlii Sportive finalizată în 1982
1978-1984 se construiește un nou teleschi, cel mai lung din țară, 1400m, pârtia B
1980 se construiește Stația de televiziune
1969-1972 se construiește telescaunul cu o lungime de 2.500m 
1975 i-a ființa la Petroșani gruparea Salvamont
1984 are loc prima ediție a Cupei Hidronim la schi organizată în Parâng.
Din anul 1992 începe construcția legală a cabanelor particulare. Existau câteva ridicate și înainte de această dată dar ilegal. Pasiunea pentru turism a locuitorilor din Petroșani a promovat zona Parâng. Toate investițiile realizate de-a lungul timpului atât de mediul privat cât și prin implicarea autorităților locale au permis îndeplinirea cerințelor de atestare a stațiunii montane turistice în anul 2009.
Istoric arealul turistic Rânca
Începuturile actualei stațiuni montane Rânca sunt legate de întemeierea la Novaci a Băncii Populare Gilortul la inițiativa lui Dumitru Brezulescu. La data de 6 ianuarie 1902 este înființată Banca Poulară Gilortul, scopul acesteia fiind dezvoltarea Novaciului și îmbunătățirea situației materiale a locuitorilor săi.
În anul 1930 Banca Populara Gilortul a pus în practică proiectul lui Dumitru Brezulescu vizând crearea unei stațiuni montane la Rânca, construind 6 cabane cu câte 5 camere, și în Novaci un sediu propriu, unde funcționa un hotel și un restaurant. Noua stațiune s-a impus rapid, numai în anul 1934 fiind vizitată de 1052 de turiști.  
Acest succes a dus la decizia Ministrului Muncii, Sănătății și Ocrotirilor Sociale în anul  1935 să recunoască localitatea Novaci ca localitate climatică. La 7 august 1936, Prefectura Jud. Gorj a cerut de la Banca Populară Gilortul o suprafață de 1000 m² în muntele Rânca, unde Oficiul Național de Turism va construi o cabană cu 13 camere în valoare de 1 400 000 lei, arhitect fiind Iulius Doppelreiter. Pe lângă aceasta, Banca a mai donat, la 18 mai 1937, Oficiului de Educație și Îndrumare a Tineretului Român 2500 m² în muntele Rânca, iar la 8 decembrie 1938 o suprafață egală a primit și organizația de tineret ,,Straja Țării’’. În anul 1937 a fost dată în folosință cabana centrală din Rânca, la acest fapt contribuind și primul-ministru de atunci al României, liberalul Gheorghe Tatarescu. Pe lângă dezvoltarea turistică, Banca Gilortul a acordat o atenție deosebită și exploatării economice a celor 659 ha pădure de brad și fag și 95 ha gol alpin a muntelui Rânca, având aici o stână, fabrică și depozit de cherestea, care, în 1938, valorau 190 660 lei. Instaurarea comunismului în România și naționalizarea băncilor în anul 1948, va duce la trecerea în proprietatea statului a bunurilor mobile și imobile a Băncii Populare Gilortul, inclusiv a stațiunii Rânca.
În perioada comunistă, Rânca a beneficiat, începând cu anii ’60, de investiții masive în ceea ce privește infrastructura și serviciile turistice. Astfel, în 1964,  se investește în noua stație de televiziune, pe un teren din muntele Cerbu, care va cuprinde clădirea corpului tehnic, o casă de pompe, o casă de pază, de rezervoare și o platformă carosabilă împrejurul corpului tehnic. În 1965, pe un teren în suprafață de 780 m² se începe construirea unui bufet cu terasă la Rânca. Un an mai târziu au loc reparații capitale la cele 3 cabane și pentru aducțiunea apei potabile. La 31 mai 1966, Sfatul Popular al Raionului Gilort decide deschiderea stațiunii Rânca la 15 iunie și amenajarea unui teren de sport ,,și alte instalații care să permită folosirea plăcută a timpului liber”. La 22 iulie 1980 Consiliul Popular al orașului Novaci se adresează Întreprinderii de Transport Auto Gorj ,,întrucât în această perioadă există o mare afluență de turiști atât din județul Gorj, cât și din întreaga țară spre stațiunea climaterică Rânca și neexistând un mijloc de transport din Novaci la Rânca vă rugăm să puneți la dispoziție cât mai urgent un mijloc de transport în comun cu program zilnic până la data de 15 septembrie”.Până în decembrie 1989, la Rânca a mai fost construită o cabană a OJT Gorj, o cabană administrată de către Universitataea din Craiova și o cabană a sindicatelor miniere din bazinul carbonifer al Olteniei. 
După 1989 s-au construit sute de cabane și pensiuni, hoteluri, o biserică și s-au amenajat pârtii de schi pentru iubitorii sporturilor de iarnă, Rânca devenind, cu adevărat ,,Perla Olteniei”. 
Din punct de vedere administrativ ,după 1930, stațiunea montană Rânca a făcut parte din plasa Novaci , care  avea în componență 13 comune. După încheierea celui de-al doilea război mondial și instalarea regimului communist în România, în septembrie 1950 s-a înființat la Novaci Comitetul Provizoriu al raionului Gilort, iar ulterior, în 1952 s-a înființat raionul Novaci.
În anul 1960 s-a luat hotararea desființării raionului Novaci, teritoriul său fiind integrat raionului Gilort, cu reședința la Târgu-Cărbunesti. În 1968, în cadrul noii organizări administrativ-teritoriale a țării și cu crearea județelor, Rânca a fost integrată județului Gorj. Astăzi, Rânca nu este o localitatea de sine stătătoare, fiind administrată în comun de primăriile din Baia de Fier și Novaci. Astfel, fiecare zonă are în acest moment statutul de cartier sau localitate componentă. 

### Amenajări turistice
Amenajările turistice converg la punerea în evidenția a spațiului geografic cu ale sale resurse turistice antropice și naturale prin valorificarea estetică și economică a acestora. Aceastea asigura crearea unui produs turistic complet și a unei oferte turistice tipice pentru zona turistică dezvoltată cu ajutorul structurilor turistice pentru cazare – cabane turistice, pensiuni turistice, vile, hoteluri, apartamente și camere de închiriat  a infrastructurii destinate agrementului – trasee montane, pârtii de ski și instalații de transport pe cablu. Prezența acestora în spațiul geografic completează baza tehnico-materială propice pentru dezvoltarea unui turism modern și la standarde europene. 
Tipologia bazelor de cazare are la origine criterii diverse și este, în consecință, extrem de diversificată. În definirea tipurilor se ține seamă de diferiți parametri: mărime, confort, funcționalitate, perioadă de utilizare, tipul de turism pe care-l deservesc, funcție de vechimea inițierii activităților turistice, nivelul de dezvoltare socio-economică și a tradițiilor arhitectonice locale etc. (Cocean P, 2009, p.193). 
Cabanele sunt cele mai întâlnite unități de cazare de pe teriroriul țării, sunt amplasate fie pe versanți, fie pe culmile montane sau în zonele de agrement din spațiile periurbani sau în proximitatea obiectivelor turistice izolate. Au o capacitate de cazare medi iar funcționalitatea lor este impusă de sezonul bibernal sau estival. (Cocean P, 2009, p.164).
Pensiunile turistice reprezintă o structură de primire turistică cu funcțiune de cazare, amplasată în zone rurale, urbane, montane, care prezintă următoarele caracteristici: are capacitate de cazare de până la 15 camere; funcționează în clădiri care respectă stilul arhitectural regional, zonal sau local, după caz; este amplasată într-un mediu înconjurător caracterizat prin conservarea resurselor turistice naturale; asigură servicii de cazare și condiții de pregătire și servire a mesei în spații special amenajate. (Legra Turismului, 2003).
Adăposturile și refugiile turistice sunt unități de cazare caracteristice zonei montane înalte sau fragmentate, nu sunt permanente sunt în completarea celor mai sus menționează fiind destinate ascensiunilor montane sau refugierii în caz de vreme nefavorabilă. Exploatarea lor economică este inexistentă în cadrul celor din Carpații românești. (Cocean P, 2009, p.164) .

### Trasee montane
- Trasee montane din Stațiunea Petroșani-Paarâng

În munții Parâng sunt amenajate trasee turistice pe tot cuprinsul versanților atât în partea de est cât si cea de vest, având o densitate mai mare în parea nord-vestică a acestuia.
Amenajarea și întreținerea acestora este realizata de Serviciul Salvamont Hunedoara, pentru partea de vest si Serviciul Salvamont Gorj pentru partea de est. Fiecare traseu de diferite grade de dificultate, accesibile unele atât in anotimpul rece cât și cald.
De pe versantul vestic pornesc 11 trasee turistice, iar 5 dintre acestea pornesc din Petroșani sau zin zona turistică  Petroșani-Parâng (de la bază acesteia sau din centrul acesteia) și vizează principalele „obiective” turistice ale Parângului, însemnând mai multe lacuri glaciare, creasta principală calcaroasă și masivă, atingerea vârfurilor de peste 2.400 m altitudine dar și un traseu direct către vârful Parângul Mare, 2519 m. Drept urmare marcajele întâlnite pe aceste trasee vor fi de circuit – bulină sau cerc, de creasta – bandă sau de vârf, vale –triunghi.
•	Debarcare telescaun (1.685m)-Vf.Parângul Mic, marcaj bandă roșie, durată 1h 15 min.
•	Debarcare telescaun (1.685m)-Vf.Cârja, marcaj bandă roșie, durată 2h 30 min.
•	Debarcare telescaun (1.685m)-vf.Parângul Mare,marcaj bandă roșie, durată 4-5h.
•	Debarcare telescaun (1.685m)-Lacul Mija, maraj bandă roșie, punct galben, durată 2-3h
•	Șaua Gruiului-L.Roșiile-Refugiul Agățat, bacaj punct roșu, durată 1-2h.
•	Șaua Gruiului-Cabana Groapa Seacă, macaj din creastă bandă roșie, ramificație punct roșu, durată 2-3h.
•	Debarcare telescaun (1.685m)-L.Câlcescu-Șaua Piatra Tăiată, marcaj cruce galbenă, durată 6-7h.
•	Cabana Groapa Seacă-Lacurile Verzi, marcaj, cruce galbenă, durată 3-4h.
•	Cabana Obârșia Lotrului-Lac Câlcescu- Șaua Piatra Tăiată, marcaj cruce roșie, durată 4-5h.
•	Șaua Piatra Tăiată-Vf.Parângul Mare, marcaj bandă roșie, durată 1h-30min.
- Trasee montane din Rânca

În ceea ce privește traseele turistice existente în zonă, acestea duc spre zone de o frumusețe deosebită, spre puncte de belvedere cum ar fi Vârful Mohor, Vârful Setea Mare, Vârful Păpușa și tot de aici se ajunge spre Obârșia Lotrului – intersecția de drumuri care trec din Oltenia în Ardeal (la nord – pe Valea Frumoasei, spre Sebeș, la vest – spre defileul Jiului) și către Lacul Vidra și Valea Lotrului. Transalpina , cunoscută și sub numele de Drumul Regelui, traversează Munții Parâng, prin Stațiunea Rânca, leagă Oltenia de Transilvania și este cea mai înaltă șosea din România atingând în Pasul Urdele altitudinea de 2145 m.
În zonă se găsesc mai multe trasee turistice, marcate :
•Novaci – Muntele Cerbu – Rânca, triunghi roșu. Traseu neatractiv pentru turismul pedestru datorita lungimii foarte mari dar, excelent pentru cicloturism/mtbike, enduro, ATV, 4×4 cu legatura către Voineasa, Sebeș, Petroșani;
•Novaci – Valea Gilortului – Cioaca Dalbanului – Rânca, punct roșu, traseu insuficient promovat si nevalorificat de catre localnici în oferta turistică. Traseu neatractiv pentru turismul pedestru datorita lungimii foarte mari dar excelent pentru cicloturism/mtbike, enduro, ATV, 4×4 cu legatura catre Voineasa, Sebes, Petrosani. Traseul și-a pierdut din interes odată cu realizarea DN 67 C Novaci – Rânca prin Muntele Cerbu;
•Rânca – Obârșia Lotrului, triunghi roșu. Traseu atractiv pentru turismul pedestru, asigură și legătura cu traseul principal de creastă spre Vest către Rusu-Petroșani și spre Est către Curmătura Oltețului și excelent pentru cicloturism/mtbike, enduro, ATV, 4x4 cu legătură către Voineasa, Sebeș, Petroșani;  
•Rânca- Baia de Fier, triunghi albastru, traseu insuficient promovat și nevalorificat de către localnici în oferta turistică; 
•Lacul Gâlcescu - Piatra Tăiată - Vârful Mohorul - Muntele Păpuța - Cabana Rânca.Marcaj: banda rosie, triunghi roșu, șosea. Timp de mers: 6-7 ore;
•Cabana Rânca-Vârful Păpușa-Vârful Cioara-Vârful Mușetoaia -Vârful Micaia- Stâna Curmătura Oltețului;